# Guirgo (Sourgou)
Pour les articles homonymes, voir Guirgo.
Guirgo est une commune rurale située dans le département de Sourgou de la province de Boulkiemdé dans la région du Centre-Ouest au Burkina Faso.